# Dræsinebanden
Dræsinebanden er et folkemusikband, der debuterede i 1988, bandet optræder med sang, musik, show og komik.
Bandets repertoire omfatter egne sange og viser, Sigfred Pedersens viser og Four Jacks’ sange.
Dræsinebandens medlemmer er:
- Andreas P. Nielsen, guitar, banjo og tamburin.
- Inge-Marie Nielsen, sang og guitar, banjo og tamburin.
- Lars Kirkegaard: harmonika, keyboard og hammondorgel.
- Kristian Rusbjerg: harmonika.
- Harry: bas og kor.